# Hedwigia joannis-meyeri
Hedwigia joannis-meyeri là một loài Rêu trong họ Hedwigiaceae. Loài này được Müll. Hal. mô tả khoa học đầu tiên năm 1888.